# W. C. Handy
W. C. Handy (Florence, 1873. november 16. – New York, 1958. március 28. vagy 1958. március 29.), amerikai delta blues zenész. A delta blues atyja „(Father of the Blues)”.

## Pályafutása
Apjának meggyőzödése volt, hogy a hangszerek az ördög eszközei. Felszabadított rabszolgák fiaként zenéje gyökerei természetesen az egyházi zenében voltak. Szülei hite számára csak az orgona felelt meg.  Mindennek ellenére már fiatalkorában vásárolt egy gitárt is.
Handy asztalos, cipőgyártó és gipszműves inas is volt. Mélyen vallásos meggyőződése erősen kifejeződik szerzeményeiben.
Felszabadított rabszolgák fiaként zenéje gyökerei rermészetesen az egyházi zenében vannak. Szülei hite számára csak az orgona felelt meg.
A fiatalember az orgona mellett megtanult trombitálni. Zenei érdeklődése sokirányú volt. Egy minstrel show-ban énekelt, zenekarvezető, kórusvezető, kornettos és trombitás is volt. 23 éves korában vezette a Mahara’s Colored Minstrels együttest. 1893-ban a chicagói világkiállításon játszott, 1902-ben Mississippibe ment, ahol megismerte az egyszerű fekete emberek eredeti zenéjét.
1896-ban feleségül vette Elizabeth Price-t. Röviddel ezután elkezdett együtt dolgozni Mahara Minstrels-szel. Három éven át heti hat dollárért zenéltek Amerikában és Kubában. Ezután az alabamai Huntsville-ben telepedtek le, ahol megszületett az első gyerekük – a leendő hat közül. (A második az énekes, Katherine Handy volt).
Handy 1900 és 1902 között zenét tanult a feketék főiskoláján, majd újra turnézni kezdett. 1903-tól hat évig vezetett egy fekete együttest. Ez alatt az idő alatt a fekete zene megfigyelése és a fehérek erre adott reakciója nyomán fejlődött ki az a stílus, amelyet bluesnak nevezünk. 1909-ben jelent meg először a Memphis Blues, (1912-ben jelent meg), a valaha volt első blues.
A darab a szélesebb közönség számára ismertté tette Handyt. 
1917-ben New Yorkba költöztek jobb munkakörülmények reményében. Ezidőben a dzsessz már népszerűvé vált. Handy az 1920-as években megnyitotta saját lemezkiadóját (Handy Record Company). 1925. január 14-én Bessie Smith és Louis Armstrong az 1920-as évek leghíresebb blues-felvételeit készítették el. 1926-ban Handy összeállított egy blues-antológiát (Blues: An Anthology: Complete Words and Music of 53 Great Song), ez az első kísérlet a blues átfogó dokumentálására az amerikai kultúra részeként. 1929-ben filmet készítettek, amelyben Bessie Smith elénekelte a St. Louis Blues-t; a filmet 1932-ben mutatták be.
1941-ben Handy megjelenttette a „Blues apja” című önéletrajzát. (Handy összesen öt könyvet írt).
1943-ban balesetet szenvedett. Első felesége 1954-ben, 80 éves korában bekövetkezett halála után feleségül vette titkárnőjét, aki „a szemévé vált”. 1955-ben Handy stroke-ot kapott, és ettől kezdve kerekesszéket kellett használnia.
A 84. születésnapján több, mint 800 vendég volt a Waldorf Astoriában.
1958. március 28-án hunyt el. Temetésén több, mint 25 000 ember vett részt Harlemben és 150 000 ember gyűlt össze a környező utcákon.

## Lemezválogatás
- The Memphis Blues (1909, 1912)
- St. Louis Blues (1912)
- Yellow Dog Blues (1912)
- Loveless Love
- Aunt Hagar’s Blues
- Beale Street Blues (1916)
- Long Gone John (From Bowling Green)
- Chantez-Les-Bas (Sing ’Em Low)
- Atlanta Blues